# Apeadero Zamudio
Intendente Juan Zamudio es una estación ferroviaria en carácter de apeadero, ubicada en el partido de General Las Heras, Provincia de Buenos Aires, Argentina.

## Servicios
Es un centro de transferencia intermedio perteneciente a la Línea Sarmiento, en el ramal que presta servicio entre las estaciones Merlo y Lobos.

## Ubicación
Se encuentra en el kilómetro 116 de la Ruta Provincial 6, cerca del enclave con la Ruta Provincial 40, proveniente de Merlo, justo en el límite entre los partidos de Marcos Paz y General Las Heras (aunque dentro de este último).

## Historia

### Toponimia
Recibe el nombre de Juan Zamudio, quien fuera el primer intendente municipal del partido de General Las Heras.